# John Mainwaring
John Mainwaring (1724 – 1807) è stato un teologo e scrittore inglese, primo biografo del compositore Georg Friedrich Händel.
Fu fellow (professore associato) del St. John College di Cambridge, e divenne parroco della parrocchia di Church Stretton, nello Shropshire. Dal 1788, divenne titolare di una prestigiosa cattedra di teologia (Lady Margaret's Professor of Divinity) a Cambridge.

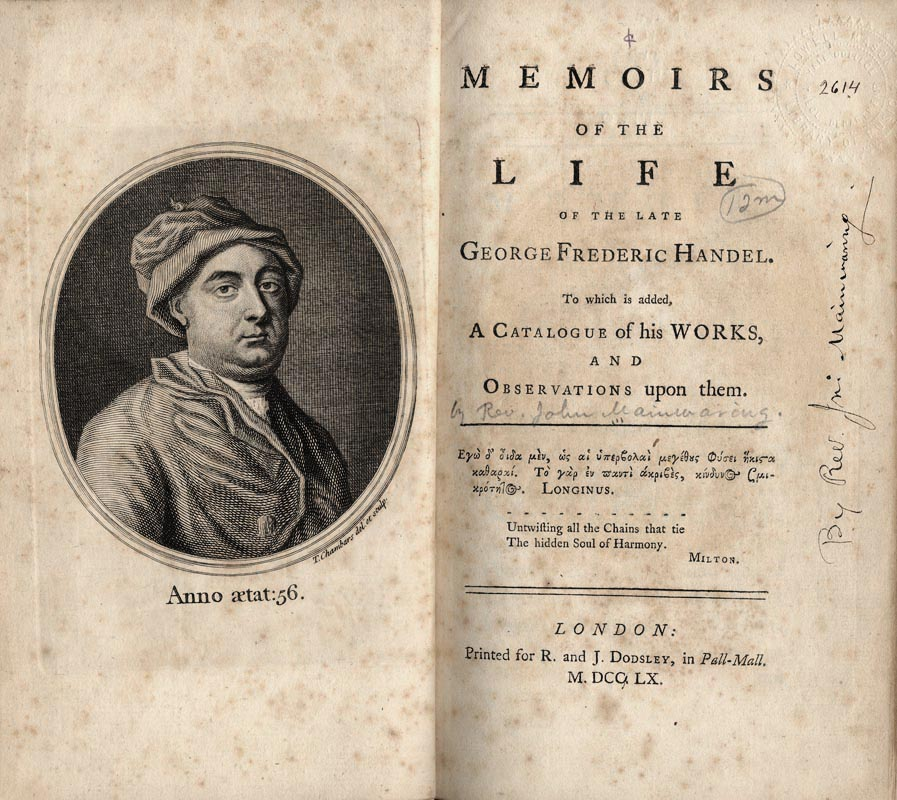
Frontespizio delle Memories e ritratto di Händel.

Nel 1760, solamente un anno dopo che Händel era stato sepolto a Westminster Abbey, Mainwaring pubblicò anonimamente la biografia del compositore: Memoirs of the Life of the Late George Frederic Handel ("Memorie della vita del compianto George Frederic Handel").
Più di metà di questa biografia è incentrata sul periodo precedente al 1712, anno in cui Handel si era trasferito a Londra, perciò si suppone che Mainwaring avesse ricevuto le informazioni direttamente dal compositore sui primi anni della sua carriera oppure dal compositore  John Christopher Smith, che di Händel era stato segretario e copista. Tuttavia, solo le prime 143 pagine sono opera del Mainwaring, mentre il Catalogo e le Osservazioni vennero aggiunte alle Memorie da altri autori. 

Charles Jennens possedeva una copia delle Memorie, e aveva annotato il libro con osservazioni critiche sull'opera handeliana Semele (HWV 58) e su Benedetto Pamphili, che il compositore aveva frequentato durante il soggiorno romano.
Nel 1761 Johann Mattheson, amico di Händel dai tempi del soggiorno ad Amburgo, tradusse in tedesco e completò la biografia.